# Joeropsis sanctipauli
Joeropsis sanctipauli is een pissebed uit de familie Joeropsididae. De wetenschappelijke naam van de soort is voor het eerst geldig gepubliceerd in 1989 door Kensley.